# Деалу Фрумос (Дамбовица)
Деалу Фрумос (рум. Dealu Frumos) насеље је у Румунији у округу Дамбовица у општини Пиетрошица. Oпштина се налази на надморској висини од 673 m.

## Становништво
Према подацима из 2002. године у насељу је живело 1055 становника, од којих су сви румунске националности.